# Parafia Matki Bożej Szkaplerznej w Głębowicach
Parafia Matki Bożej Szkaplerznej w Głębowicach – parafia rzymskokatolicka znajdująca się w Głębowicach w dekanacie Osiek diecezji bielsko-żywieckiej.
Parafia po raz pierwszy wzmiankowana została w spisie świętopietrza parafii dekanatu Zator diecezji krakowskiej z 1326 pod nazwą Glambowicz i Glambovicz seu Chundorf, o czym wspomina Słownik geograficzny Królestwa Polskiego. Następnie w kolejnych spisach świętopietrza z lat 1346–1358 jako Glambovicz, ewentualnie Glambovicz seu Gundorf. Kościół parafialny wybudowano na miejscu poprzedniego w 1378. z kolei inne źródła za rok powstania parafii i budowy obecnego kościoła podają rok 1518.